# Ionel Budișteanu
Ionel Budișteanu (n. 8 octombrie 1919, Budești, România – d. 30 octombrie 1991, București, România) a fost un reputat violonist, dirijor și aranjor muzical român, de etnie romă, deseori numit „lordul muzicii populare românești”.

## Biografie
S-a născut la data de 8 octombrie 1919, într-o familie de muzicanți vestiți din comuna Budești, județul Ilfov. De le denumirea comunei și-a luat numele de „Budișteanu”. Tatăl său, Vasile Budișteanu, a cântat la țambal în diverse formații bucureștene, fiind cooptat ulterior în orchestra lui Grigoraș Dinicu, participând la Expozițiile Universale de la Paris (1937) și New York (1939). Adevăratul său nume era Naie Ion Voicu. A fost vărul violonistului Ion Voicu.
Studiile muzicale le-a urmat la Conservatorul de Muzică și Artă Dramatică din București (1933-1936), avându-i profesori pe Vasile Filip (vioară), Victor Gheorghiu și Ioan D. Chirescu (teorie-solfegiu), Constantin Brăiloiu (folclor și istoria muzicii), Mihail Andricu (muzica de cameră) etc. 
Neputând să frecventeze cursurile cu regularitate se transferă la Conservatorul particular de muzică „Pro Arte” din București (1936-1937), unde l-a avut ca profesor pe Alexandru Theodorescu, concert-maestru al Filarmonicii. Deși a concertat la Sala Dalles cu Orchestra „Pro Arte” (1938) când a executat Concertul în Mi major pentru vioară și orchestră de J.S. Bach, totuși Budișteanu a abandonat muzica clasică, îndreptându-se către muzica populară.
În perioada 1940-1946 este violonist în orchestra lui Victor Predescu (care concerta la Radio România) și cea a lui Petrică Moțoi din București. Devine mai apoi violonist-solist în Orchestra Ansamblului „Banu Mărăcine” din București între 1946-1947.
În 1947 devine violonist-solist al Orchestrei de muzică populară „Barbu Lăutaru” din București, iar din 1950 dirijorul acesteia conducând orchestra în paralel cu Nicu Stănescu până în 1970, timp de aproape două decenii.
Urmează după două turnee la Festivalurile Internaționale ale Tineretului de la Varșovia (1955) și Moscova (1957), unde a repurtat succese excepționale (care i-au adus titlul de „Artist emerit”). Budișteanu a preluat conducerea unor formații de muzică populară (alcătuită din cele mai bune elemente din București). A început turneele în Grecia, Statele Unite (aici a condus Ansamblul denumit „Rapsodia română” în 1962), Franța, Belgia, Olanda, Germania, Austria, Israel (formația s-a numit „Miorița”), Algeria și Maroc.
Între 1970-1991 este dirijorul Orchestrei „Rapsodia română” din București, susținând turnee în Polonia, Franța, URSS, Cipru, Grecia, Bulgaria, Statele Unite, Mexic, Japonia, Israel, Egipt, Argentina, Brazilia, Anglia, China, Mongolia, Spania, Italia, Elveția, Suedia, Finlanda, Norvegia, Austria, Germania, Belgia, Olanda, Turcia, Ceylon, India, Birmania, Iugoslavia, Ungaria, Albania, Danemarca etc.
Sub bagheta sa au evoluat importanți cântăreți și instrumentiști de muzică populară (Maria Lătărețu, Ioana Radu, Angela Moldovan, Ion Luican, Emil Gavriș, Nicolae Crăciunescu, Ilie Udilă, Nicolae Florian, Nicolae Vișan, Ilie Alecu, Aurel Ioniță, Constantin Pârvu, Radu Simion, Damian Luca, Iliuță Rudăreanu, Traian Lăscuț Făgărășanu, Constantin Cocriș etc.).
Arta lui Ionel Budișteanu s-a bazat pe o temeinică stăpânire a stilurilor populare caracteristice diverselor zone folclorice pe care le-a abordat, pe sobrietatea discursului său muzical, pe spontaneitatea și vivacitatea temperamentului său arzător, pe tehnica impecabilă a instrumentului ce l-a impus ca un mare virtuoz alături de Nicu Buică, Grigoraș Dinicu, Victor Predescu.

## Decesul
Moare la data de 30 octombrie 1991 la București. Este înmormântat la cimitirul Bellu, foarte aproape de Amza Pellea și Ioana Radu.

## Distincții
A fost distins și încununat cu suită de premii, decorații și titluri cucerite de-a lungul bogatei sale activități artistice.
- Laureat al Premiului de Stat, clasa I (pe anii 1950-1951)
- medalia Ordinul „Muncii”, clasa a III-a (1953)[18]
- titlul de Artist emerit al Republicii Populare Romîne (15 mai 1957) „pentru merite deosebite în activitatea artistică, pedagogică, precum și în munca din alte domenii ale culturii”[19][20]
- titlul de Artist al Poporului din Republica Populară Romînă (31 decembrie 1962) „pentru activitate îndelungată artistică și organizatorică, pentru succesele remarcabile obținute în țară și peste hotare în popularizarea muzicii și dansului folcloric romînesc, precum și pentru contribuția adusă la realizarea înaltei calități artistice a spectacolului prezentat de Ansamblul folcloric «Rapsodia Romînă» în turneul întreprins în Statele Unite ale Americii în anul 1962”[21][18]
- Ordinul „Meritul Cultural” clasa a II-a (14 decembrie 1966) „pentru merite deosebite în activitatea desfășurată în cadrul Ansamblului artistic al Uniunii Tineretului Comunist, cu prilejul aniversării a 20 de ani de la înființarea acestuia”[22][18]